# Slow Management
Slow Management is een Nederlands vakblad over management dat in 2007 is opgericht door Jaap Peters (auteur van onder andere Intensieve Menshouderij) en Uitgeverij MainPress. Slow Management is per 1 januari 2016 in goed overleg met Boom Uitgevers in Amsterdam verzelfstandigd. Het driemaandelijks magazine zou voortaan uitgegeven door stichting De Snuffelmuis, die speciaal hiervoor in het leven was geroepen. Helaas zijn er vanaf winter 2018 geen nummers meer verschenen.
Het begrip Slow Management staat voor het managen van een organisatie met aandacht voor kwaliteit, continuïteit en de mensen die er werken, met al hun professionaliteit en vakmanschap. Het tijdschrift Slow Management wil tegengas geven aan het louter op economische principes inrichten van bedrijven, waarbij de mens steeds meer naar de achtergrond verdwijnt. Het is het enige managementvakblad in Nederland dat zich richt op het ontwikkelen en doorgeven van een visie op organisaties en organiseren waarbij de belangen en middelen van alle stakeholders aan bod komen.
Naast het tijdschrift is er een weblog en worden er seminars georganiseerd. 
De term slow management is ontleend aan de Slow Food beweging.